# Cuarteto de cuerda n.º 5 (Beethoven)

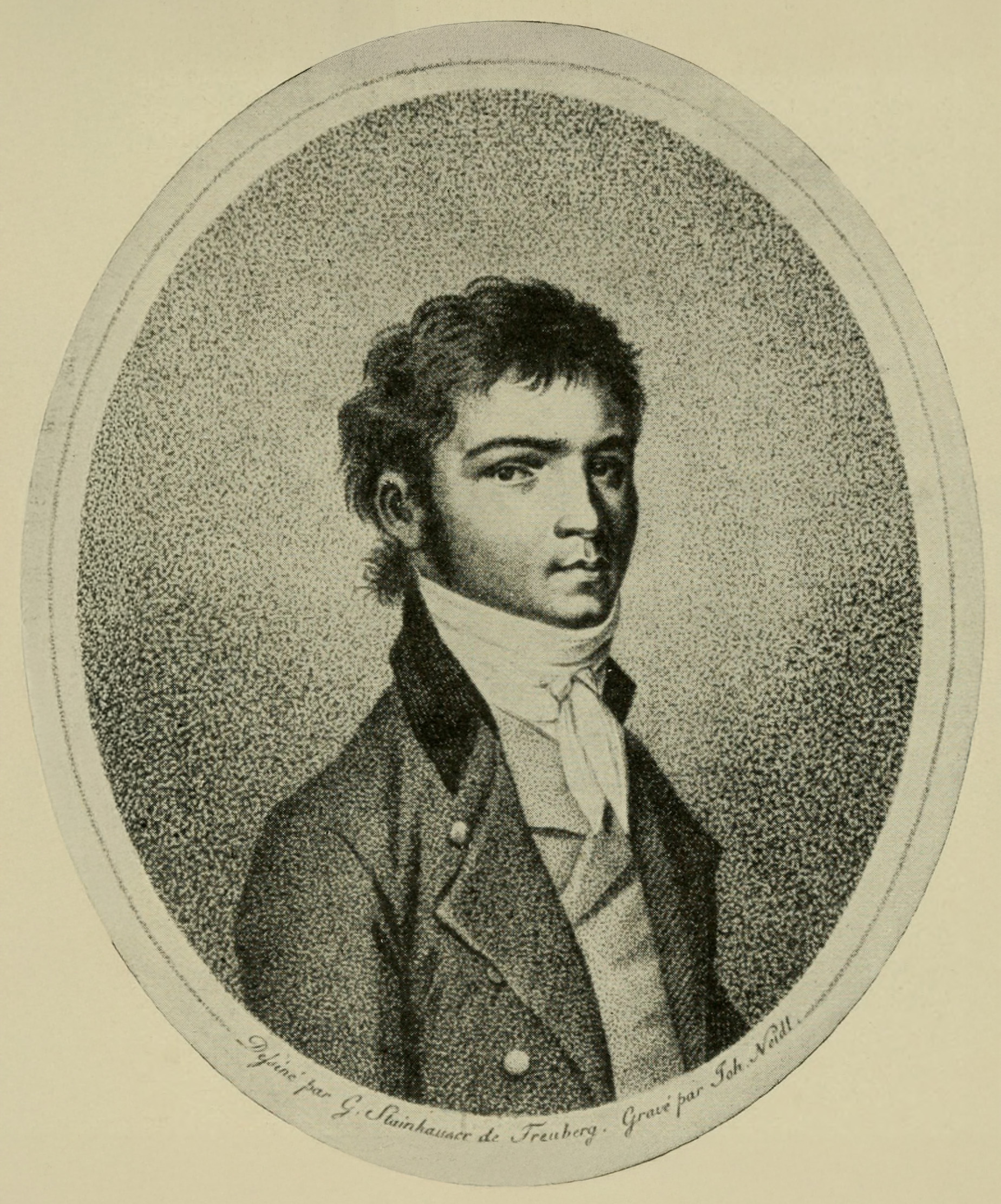
Beethoven en 1796.

El Cuarteto de cuerda n.º 5 en la mayor, Op. 18 n.º 5 es una pieza camerística compuesta por Ludwig van Beethoven en 1799. La partitura está dedicada al príncipe Joseph Franz von Lobkowitz. 

## Historia

### Composición

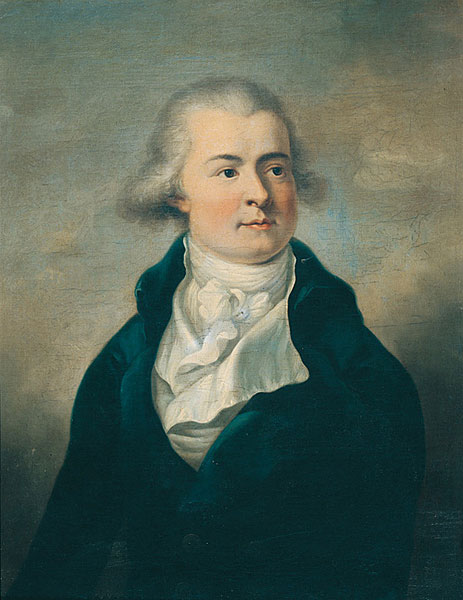
Príncipe Lobkowitz, dedicatario de la pieza.

Las seis piezas que conforman el Opus 18 son los Cuartetos n.º 1 en fa mayor, n.º 2 en sol mayor, n.º 3 en re mayor, n.º 4 en do menor, n.º 5 en la mayor y n.º 6 en si bemol mayor. La composición del quinto cuarteto se desarrolló entre junio y agosto de 1799. El número de opus de estos cuartetos se corresponde con el orden en que fueron impresos y no al orden en que fueron escritos. El orden de creación no se conoce con total seguridad debido a que se perdieron las partituras autógrafas, pero se puede deducir por los cuadernos de borradores. Así pues, el numerado como Op. 18/1 fue compuesto en segundo lugar mientras que el Op.18/3 fue el primero. El Op. 18/2 se compuso en tercer lugar. El Op. 18/4 probablemente fue el penúltimo en ser finalizado y el Op. 18/6  fue el último tanto en ser compuesto como en ser publicado. 

### Publicación
La primera publicación de este opus fue llevada a cabo por el editor Tranquillo Mollo en 1801 en Viena. La dedicatoria que figura en la partitura impresa era el Fürst (príncipe) Joseph Franz Maximilian von Lobkowitz, uno de los primeros y principales mecenas de Beethoven en Viena. Como muestra de gratitud, Beethoven dedicó al príncipe las siguientes composiciones musicales: las Sinfonías n.º 3 "Eroica", n.º 5 y n.º 6 "Pastoral", además de los seis Cuartetos de cuerdas Op. 18, el Triple concierto Op. 56, el Cuarteto de cuerdas Op. 74 y el ciclo de lieder An die ferne Geliebte.    

## Estructura y análisis
La pieza consta de cuatro movimientos:
- I. Allegro, en la mayor 6
8
- II. Menuetto, en la mayor 3
4
- III. Andante cantabile, en re mayor 2
4
- IV. Allegro, en la mayor 2
2

La interpretación de esta obra tiene dura aproximadamente 27 minutos. Al componer este cuarteto, Beethoven siguió el modelo del Cuarteto de cuerda en la mayor, KV 464 de Wolfgang Amadeus Mozart, junto al KV 387, donde había creado una partitura a partir de las partes individuales. Los paralelos entre el KV 464 de Mozart y el Op. 18/5 de Beethoven son, por ejemplo, la tonalidad, las similitudes en los movimientos, los mismos nombres de movimientos en algunos casos, así como un minueto como el segundo movimiento y una estructura de variaciones en el tercero. También hay algunas semejanzas, por ejemplo, en armonía y ritmo. La admiración de Beethoven por Mozart es atestiguada no solo por su alumno de piano Ferdinand Ries, sino también por su otro alumno Carl Czerny: «Beethoven abrió una vez la partitura de los 6 cuartetos de Mozart para mí. Abrió el quinto (en la mayor) y dijo: ¡Esto es una obra! Mozart le dijo al mundo: ¡mira lo que podría hacer si hubiera llegado el momento para ti!»  Esta adoración a Mozart es evaluada críticamente por el musicólogo estadounidense Joseph Kerman: "Tomo esta imitación de Mozart como el signo más dramático de su incertidumbre y sensación de interrupción en esta etapa particular del proyecto de cuartetos." 

### I.Allegro
Beethoven sigue el estilo de Mozart en el primer movimiento, desviándose del desarrollo dramático del movimiento sonata de los primeros tres cuartetos op.18. El tema en 6/8 de tiempo es introducido por dos acordes poderosos. El tema principal sereno cantable está marcado por dieciséis arpegios en el violín y trinos ascendentes. El tema secundario que contiene el suspiro de medios tonos comienza en mi menor y continúa a sol mayor. Después de un tercer pasaje, que contiene un diálogo entre violonchelo y viola, la exposición termina en dieciséis pasajes del primer violín. El contraste con los cuartetos Op 18-1 y op. 18-2 se encuentra en la aplicación repetida exactamente la exposición. La recapitulación apenas contiene cambios. 

### II.Menuetto
El segundo movimiento comienza con un diálogo descarado entre los dos violines. La sección central, que también forma parte del KV 464 de Mozart es una reminiscencia, contiene figuras animadas de corchea en el primer violín, sorprendentemente cambia con un crescendo a fortissimo y termina abruptamente. La recapitulación tiene una estructura de oración más densa y varía el tema principal del segundo movimiento. 

### III.Andante cantabile
El tercer movimiento es el centro del cuarteto. Beethoven diseña el movimiento, que es aproximadamente el doble que los otros movimientos del cuarteto, al igual que Mozart en su cuarteto en forma de variaciones. Los terceros movimientos del op. 18-5 de Beethoven y el KV 464 de Mozart  tienen en común la clave, el tiempo y una coda detallada en común. 
El tema simple del movimiento es seguido por cinco variaciones que son de igual longitud y en gran medida armoniosamente constantes.
En la primera variación, los octavos del tema principal se convierten en dieciseisavos; comienza en el cello y luego continúa con la viola y los dos violines. La segunda variación convierte los dieciseisavos de las primeras variaciones en dieciséis trillizas realizadas por el primer violín. En la tercera variación, el violín convierte los dieciseisavos trillizas de la segunda variación en treinta segundos de trémolo, acompañando el diálogo entre la viola principal y el violonchelo. La cuarta variación alterna varias veces entre mayor y menor y varía el tema del tercer movimiento a un coral. La quinta variación probablemente se inspiró en la sexta variación de Mozart. Con sus staccato en dieciseisavos y Sforzati contra el ritmo y los trinos en el primer violín, que tiene el carácter de un baile folklórico. 
La coda, acompañada de staccato de dieciseisavos, recoge los dos primeros compases del tema principal y termina en un tranquilo poco adagio. 

### IV.Allegro
El tema principal del final alla breve consiste en un motivo de apertura y aparece primero como un canon de los cuatro instrumentos, luego en reverso y finalmente como un contrapunto al tema de transición. El desarrollo que comienza en menor se contrasta con un tema secundario tranquilo y, siguiendo el ejemplo de Mozart, termina con una variante menor suave. Después de una recapitulación que cumple con las reglas, el movimiento sorprendentemente termina en un acorde de piano.

## Discografía selecta
- 1942 – Cuarteto Busch (Sony).
- 1968 – Cuarteto Italiano (Philips).
- 1974 – Cuarteto Végh (Auvidis-Valois).
- 1979 – Cuarteto Alban Berg (EMI).
- 2004 – Cuarteto Takács (Decca).
- 2009 – Cuarteto de Cuerda de Tokio (Harmonia Mundi).
- 2011 – Cuarteto Artemis (Virgin Classics).
- 2012 – Cuarteto Belcea (Zig-Zag Territoires).
- 2020 – Cuarteto Ébène (Erato).